# Senna socotrana
Senna socotrana é uma espécie vegetal da família Fabaceae.
Apenas pode ser encontrada no Iémen.